# Skorup
Skorup, właściwie Jacek Skorupa (ur. 3 maja 1983 w Gliwicach) – polski raper i producent muzyczny. Członek zespołów Autonomia, Eskapada, Kosmos, Wspólny Mianownik i ZiombelKru.

## Dyskografia
Albumy studyjne
| Tytuł                           | Dane dot. albumu                                     | Pozycja na liście |
| Tytuł                           | Dane dot. albumu                                     | POL               |
| ------------------------------- | ---------------------------------------------------- | ----------------- |
| Pieśń wajdeloty                 | - Data: 2006 - Wydawca: brak (nielegal)              | –                 |
| Droga watażki                   | - Data: 26 września 2009 - Wydawca: Fandango Records | –                 |
| Etos kowboja                    | - Data: 16 maja 2011 - Wydawca: MaxFloRec            | –                 |
| Piękna pogoda                   | - Data: 8 listopada 2013 - Wydawca: MaxFloRec        | –                 |
| Ludzie chmur (oraz JazBrothers) | - Data: 27 listopada 2015 - Wydawca: MaxFloRec       | –                 |
| Naturalny satelita (oraz Młody) | - Data: 3 lipca 2020 - Wydawca: MaxFloRec            | 22                |
| „–” album nie był notowany.     |                                                      |                   |

Inne
| Album                                             | Rok  | Uwagi                                                                                     | Źródło |
| ------------------------------------------------- | ---- | ----------------------------------------------------------------------------------------- | ------ |
| Król Maciuś I – Baju-baju                         | 2002 | gościnnie rap w utworze „Ojojojoj”                                                        | [ 9 ]  |
| Khedzay – Małe dzieło                             | 2004 | gościnnie rap w utworze „Tysiąc myśli na minute”                                          | [ 10 ] |
| Mea – Mum Said Ready EP                           | 2005 | gościnnie rap w utworze „Gra muzyka” (Sajko Siup Dup)                                     | [ 11 ] |
| DTU – W krainie luster                            | 2007 | gościnnie rap w utworze „Nadzieja w słowie”                                               | [ 12 ] |
| Miuosh – Projekcje                                | 2007 | produkcja oraz gościnnie rap w utworze „Grim fandango”                                    | [ 13 ] |
| Miuosh – Maue LP                                  | 2007 | gościnnie rap w utworze „Cauy Śląsk” (Pieroński RMX)                                      | [ 14 ] |
| Rahim – DynamoL                                   | 2007 | gościnnie rap w utworze „Popędy”                                                          | [ 15 ] |
| Koligacja GieKa – 200% z archiwum szarych komórek | 2008 | gościnnie rap w utworze „Filozofia”                                                       | [ 16 ] |
| Grubson – O.R.S.                                  | 2009 | gościnnie rap w utworze „Nowa fala” (Remix)                                               | [ 17 ] |
| MaxFloRec - Podaj dalej (kompilacja)              | 2009 | rap w utworze „Świetnie świetnie”                                                         | [ 18 ] |
| 3oda Kru – Parchastyczny mikstejp                 | 2009 | gościnnie rap w utworze „Dzieńdobry”                                                      | [ 19 ] |
| SumaStyli – Jak zwykle                            | 2010 | gościnnie rap w utworze „Czasem myślę”                                                    | [ 20 ] |
| DJ Cube – Fortifier                               | 2010 | gościnnie rap w utworze „Forfiter 2”                                                      | [ 21 ] |
| Rahim – Amplifikacja                              | 2010 | remiks utworu „Wiersz”                                                                    | [ 22 ] |
| Buka – Opowieści z miasta fatum                   | 2010 | gościnnie rap w utworze „Interview”                                                       | [ 23 ] |
| Bu – Zezowate szczynście mikstejp                 | 2010 | gościnnie rap w utworze „Między nami”                                                     | [ 24 ] |
| V!ruS – Power of Beats 2                          | 2010 | gościnnie rap w utworze „Jak zwykle”                                                      | [ 25 ] |
| Grubson – Coś więcej niż muzyka                   | 2011 | gościnnie rap w utworach „Natura’lnie” i „Inny świat” (Cz.3)                              | [ 26 ] |
| Moral/Gano – Przeminęło z dymem                   | 2011 | gościnnie rap w utworze „Muszę już iść”                                                   | [ 27 ] |
| Chonabibe Mikstejp (kompilacja)                   | 2011 | rap w utworach „Kowboj” i „Ryba” oraz produkcja utworu „Kowboj”                           | [ 28 ] |
| Dwa Sławy – Muzyka kozacka                        | 2011 | produkcja oraz gościnnie rap w utworze „Dnia siódmego”                                    | [ 29 ] |
| Grube jointy 2: karani za bic (kompilacja)        | 2011 | rap w utworze „Kontrkultura”                                                              | [ 30 ] |
| Metrowy – DEDORS: dziennik z podróży w miejscu    | 2011 | gościnnie rap w utworach „Banda łysego” i „Kleszcze” oraz produkcja utworu „Banda łysego” | [ 31 ] |
| Aloha 40% (kompilacja)                            | 2011 | rap w utworze „Chamska poniewierka”                                                       | [ 32 ] |
| HK Rufijok – Who ja w to wbijom                   | 2011 | gościnnie rap w utworach „Spomnij se” i „Pozory”                                          | [ 33 ] |
| Buka – Pokój 003                                  | 2011 | gościnnie rap w utworze „Super ziom”                                                      | [ 34 ] |
| StylooJeden – Z tylu jeden                        | 2011 | gościnnie rap w utworze „Z alkoholem w tle”                                               | [ 35 ] |
| Viruz – Veffekt                                   | 2011 | gościnnie rap w utworze „Słonie”                                                          | [ 36 ] |
| MaxFloRec - SI (kompilacja)                       | 2011 | rap w utworze „SI”                                                                        | [ 37 ] |
| Niger – Co biały ma czarnego?                     | 2011 | gościnnie rap w utworach „Tu i teraz” i „Zostać królem”                                   | [ 38 ] |
| MaxFloRec - Podaj dalej vol.2 (kompilacja)        | 2012 | produkcja oraz rap w utworze „Wbijamy na Jana”                                            | [ 39 ] |
| Kamelito – Droga kamelita                         | 2012 | gościnnie rap w utworze „Złe intencje”                                                    | [ 40 ] |
| Kosmos – Kosmos                                   | 2012 | członek zespołu                                                                           | [ 41 ] |

## Teledyski
| Tytuł                                                                                                   | Rok  | Reżyseria/Realizacja            | Album              | Źródło |
| --- | ---- | ------------------------------- | ------------------ | ------ |
| „Wiodę sobie”                                                                                           | 2009 | Gilu                            | Droga watażki      | [ 42 ] |
| „Video wichajster”                                                                                      | 2009 | Przedmarańcza                   | —                  | [ 43 ] |
| „Komórki, tkanki”                                                                                       | 2009 | Gilu                            | Droga watażki      | [ 44 ] |
| „Eldorado”                                                                                              | 2011 | Gilu                            | Etos kowboja       | [ 45 ] |
| „Solidarność/Z bandą”                                                                                   | 2011 | Drop Free                       | Etos kowboja       | [ 46 ] |
| „Truposz”                                                                                               | 2012 | Flying Dragon                   | Etos kowboja       | [ 47 ] |
| „Musisz wiedzieć”                                                                                       | 2012 | Jaraj Zośkę                     | Etos kowboja       | [ 48 ] |
| „Adapter Daniel”                                                                                        | 2013 | Tomasz "Tewus" Wypych/Filminati | Piękna pogoda      | [ 49 ] |
| „Świata ciekawość”                                                                                      | 2013 | Filminati                       | Piękna pogoda      | [ 50 ] |
| „Wampiry i upiory”                                                                                      | 2014 | Filminati                       | Piękna pogoda      | [ 51 ] |
| „Wiosną suki pachną najładniej”                                                                         | 2014 | Przedmarańcza                   | Piękna pogoda      | [ 52 ] |
| „#Hot16Challenge”                                                                                       | 2014 | —                               | —                  | [ 53 ] |
| „Zagubiona autostrada” (oraz JazBrothers)                                                               | 2015 | Filminati                       | Ludzie chmur       | [ 54 ] |
| „Chłodny front” (oraz JazBrothers, gościnnie: Mela Koteluk)                                             | 2016 | AG Studio                       | Ludzie chmur       | [ 55 ] |
| „Nie mieli farta” (oraz JazBrothers, gościnnie: Masia)                                                  | 2018 | Chachapoya Studio               | Absolutna flauta   | [ 56 ] |
| „Piastów gród” (oraz JazBrothers)                                                                       | 2018 | Chachapoya Studio               | Absolutna flauta   | [ 57 ] |
| „Słowa” (oraz JazBrothers, gościnnie: Karo Glazer)                                                      | 2018 | Chachapoya Studio               | Absolutna flauta   | [ 58 ] |
| Gościnnie                                                                                               |      |                                 |                    |        |
| Liroy – „Kampania” (gościnnie: Metrowy, Skorup)                                                         | 2011 | Bo Martin                       | Przerwa            | [ 59 ] |
| TRC Produkcja – „Jestem tu” (gościnnie: Skorup)                                                         | 2012 | Drop Free                       | Looptrakcja        | [ 60 ] |
| Leniwe Głowy – „Marząc o lepszym świecie” (gościnnie: Skorup)                                           | 2012 | Tomasz "Tewus" Wypych           | —                  | [ 61 ] |
| Kot & Adam L – „Kolejka” (gościnnie: Skorup, Jahdeck)                                                   | 2014 | Sonia Pałęga                    | W kolejce po tytuł | [ 62 ] |
| Inne |      |                                 |                    |        |
| Skorup, BU, Bob One, Rahim, Majkel, GrubSon, DiNO – „SI”                                                | 2011 | Drop Free                       | SI                 | [ 63 ] |
| Fankatak, Metrowy, Bulski, Rufijok, Bukartyk, Silk, Skorup, Juvson, Ratowicz, Bu, Feel-X, HWR – „Gibon” | 2013 | ZaMiastem                       | —                  | [ 64 ] |
| Proceente, Muflon, Siódmy, Flint, Łysonżi, Skorup, DJ Anusz – „Kreuj, nie psuj”                         | 2014 | Ipanema Studio                  | —                  | [ 65 ] |

## Nagrody i wyróżnienia
| Rok  | Kategoria  | Tytułem               | Nagroda        | Uwagi     | Źródło |
| ---- | ---------- | --------------------- | -------------- | --------- | ------ |
| 2011 | Grand Prix | „Solidarność/Z bandą” | Yach Film 2011 | Nominacja | [ 66 ] |